# Fórmula de sumación de Abel
En matemáticas, la fórmula de sumación de Abel, definida por Niels Henrik Abel, es muy utilizada en teoría de números para calcular series.

## Resultado
Sea {\displaystyle a_{n}\,} una sucesión de números reales o complejos y {\displaystyle \phi (x)\,} una función de clase {\displaystyle {\mathcal {C}}^{1}\,}, entonces la fórmula de sumación de Abel es
{\displaystyle \sum _{1\leq n\leq x}a_{n}\phi (n)=A(x)\phi (x)-\int _{1}^{x}A(u)\phi '(u)\,\mathrm {d} u\,}
dónde
{\displaystyle A(x):=\sum _{1\leq n\leq x}a_{n}\,.}
de hecho, esto es la integración por partes para una integral de Riemann–Stieltjes.
De forma más general, se tiene
{\displaystyle \sum _{x<n\leq y}a_{n}\phi (n)=A(y)\phi (y)-A(x)\phi (x)-\int _{x}^{y}A(u)\phi '(u)\,\mathrm {d} u\,.}

## Ejemplos

### Constante de Euler–Mascheroni
Si {\displaystyle a_{n}=1\,} y {\displaystyle \phi (x)={\frac {1}{x}}\,,} entonces {\displaystyle A(x)=\lfloor x\rfloor \,} y 
{\displaystyle \sum _{n=1}^{x}{\frac {1}{n}}={\frac {\lfloor x\rfloor }{x}}+\int _{1}^{x}{\frac {\lfloor u\rfloor }{u^{2}}}\,\mathrm {d} u}
la cual es una manera de representar la constante de Euler–Mascheroni.

### Representación de la función zeta de Riemann
Si {\displaystyle a_{n}=1\,} y {\displaystyle \phi (x)={\frac {1}{x^{s}}}\,,} entonces {\displaystyle A(x)=\lfloor x\rfloor \,} y
{\displaystyle \zeta (s)=\sum _{n=1}^{\infty }{\frac {1}{n^{s}}}=s\int _{1}^{\infty }{\frac {\lfloor u\rfloor }{u^{1+s}}}\mathrm {d} u\,.}
Esta fórmula es válida para todo {\displaystyle s} con {\displaystyle \Re (s)>1\,.}. Esta fórmula puede ser usada para demostrar el teorema de Dirichlet, que dice que {\displaystyle \zeta (s)\,} tiene un polo simple con residuo 1 en {\displaystyle s=1}

### Inversa de la función zeta de Riemann
Si {\displaystyle a_{n}=\mu (n)\,} es la función de Möbius y {\displaystyle \phi (x)={\frac {1}{x^{s}}}\,,} entonces {\displaystyle A(x)=M(x)=\sum _{n\leq x}\mu (n)\,} es la función de Mertens y
{\displaystyle {\frac {1}{\zeta (s)}}=\sum _{n=1}^{\infty }{\frac {\mu (n)}{n^{s}}}=s\int _{1}^{\infty }{\frac {M(u)}{u^{1+s}}}\mathrm {d} u\,.}
Esta fórmula se cumple para {\displaystyle \Re (s)>1\,.}